# Cadiz hardyi
Cadiz hardyi là một loài bọ cánh cứng trong họ Chrysomelidae. Loài này được Andrews & Gilbert miêu tả khoa học năm 1992.